# Anna-Kari Lindholm
Anna-Kari Lindholm (ur. 3 listopada 1976) – szwedzka curlerka, wicemistrzyni świata z 2002.
Lindholm jako druga w zespole Margarethy Sigfridsson wygrała juniorskie mistrzostwa Szwecji w sezonie 1996/1997. Reprezentowała kraj na Mistrzostwach Świata Juniorów, zespół ze Sveg wygrał fazę grupową. W półfinale pokonał Amerykanki (Risa O’Connell), w ostatnim meczu jednak 3:11 uległ Szkotkom (Julia Ewart), w Round Robin to Szwedki wygrały spotkanie wynikiem 10:4.
Po pięciu latach Lindholm jako otwierająca w tym samym zespole triumfowała w rozgrywkach Elitserien. Na Mistrzostwach Świata 2002 ekipa Sigfridsson awansowała do fazy play-off, w półfinale pokonała Norweżki (Dordi Nordby). Ostatecznie Szwedki wywalczyły srebrne medale przegrywając finał przeciwko Szkocji (Jackie Lockhart).

## Drużyna
|           | Czwarta                | Trzecia                | Druga              | Otwierająca         |
| --------- | ---------------------- | ---------------------- | ------------------ | ------------------- |
| 2001/2002 | Maria Engholm          | Margaretha Sigfridsson | Annette Jörnlind   | Anna-Kari Lindholm  |
| 1997/1998 | Margaretha Sigfridsson | Maria Engholm          | Anna-Kari Lindholm | Mari-Louise Persson |
| 1996/1997 | Maria Engholm          | Margaretha Sigfridsson | Anna-Kari Lindholm | Maria Halvarsson    |